# Ржавчик (Курська область)
Ржавчик  (рос. Ржавчик) — хутір в Пристенському районі Курської області Російської Федерації.
Населення становить 204 особи. Входить до складу муніципального утворення Нагольненська сільрада.

## Історія
Населений пункт розташований на території українського етнічного та культурного краю Східна Слобожанщина.
Від 2004 року входить до складу муніципального утворення Нагольненська сільрада.

## Населення
| 2002 | 2010 |
| ---- | ---- |
| 272  | ↘204 |